# سدر پوینت (تگزاس)
سدر پوینت (به انگلیسی: Cedar Point) یک منطقهٔ مسکونی در ایالات متحده آمریکا است که در تگزاس واقع شده‌است. سدر پوینت ۴٫۹ کیلومتر مربع مساحت و ۶۳۰ نفر جمعیت دارد.